# Месопотамія (римська провінція)
37° пн. ш. 41° сх. д. / 37° пн. ш. 41° сх. д.

Месопотамія в 117 році

Месопотамія (лат. Mesopotamia) — була однією зі східних римських провінцій.

## Історія
У 113 році імператор Траян почав війну проти давнього супротивника Римської імперії — Парфянського царства. У 114 році він завоював Вірменію, яка була перетворена в провінцію і до кінця 115 року підкорив Північну Месопотамію. На початку 116 року на її території була організована провінція, що було відзначено карбуванням монет.
Пізніше, в тому ж році, Траян вторгся в центральну і південну Месопотамію, розширивши вже існуючу провінцію, а потім переправився через річку Тигр в Адіабену, з якої він зробив провінцію Ассирію. Але як тільки Траян помер, його наступник Адріан відмовився від завоювань свого попередника на схід від річки Євфрат, яка знову стала східним кордоном Римської імперії.
Північна Месопотамія, в тому числі і Осроена, перейшла під римське панування після кампанії Луція Вера в 161—166 роках, але ці області не були офіційно об'єднані в провінції, а навпаки, вони були залишені місцевим васальним правителям, хоча римські гарнізони були збережені, зокрема в Нусайбіні. Влада римлян в тих місцях похитнулася в 195 році, під час громадянської війни між Септимієм Северем і Песценнієм Нігером, коли там спалахнуло повстання, а Нусайбін був обложений. Септимій швидко відновив порядок і перетворив Осроену в повноправну провінцію. Потім Септимій почав війну проти Парфії, яку він успішно завершив, взявши штурмом парфянську столицю Ктесифон. Крім того, імператор відновив провінцію Месопотамію в 198 році зі столицею в Нусайбіні, яка знаходилася в статусі колонії.
На відміну від провінції Траяна, яка охоплювала всю Месопотамію між річками Тигр і Євфрат, нова провінція була обмежена на півдні Осроеною, Тигром і Євфратом на півночі і річкою Хаборас (сучасний Хабур) на сході. Ця територія стала яблуком розбрату між римлянами і іранцями в ході римсько-перських воєн. У метушні, що виникла за роком шести імператорів в 239—243 роках, Ардашир I, засновник нової Сасанідської держави, яка замінила ослаблих парфян, атакував і захопив Месопотамію, але вона була відновлена префектом преторія Тімесіфеєм до його смерті в 243 році. У 250-х роках перський цар Шапур I напав на Месопотамію і воював з римським імператором Валеріаном I, якого він полонив битві при Едесі в 260 році. У наступному році Шапур був розбитий правителем Пальміри Оденатом і вигнаний з Месопотамії.

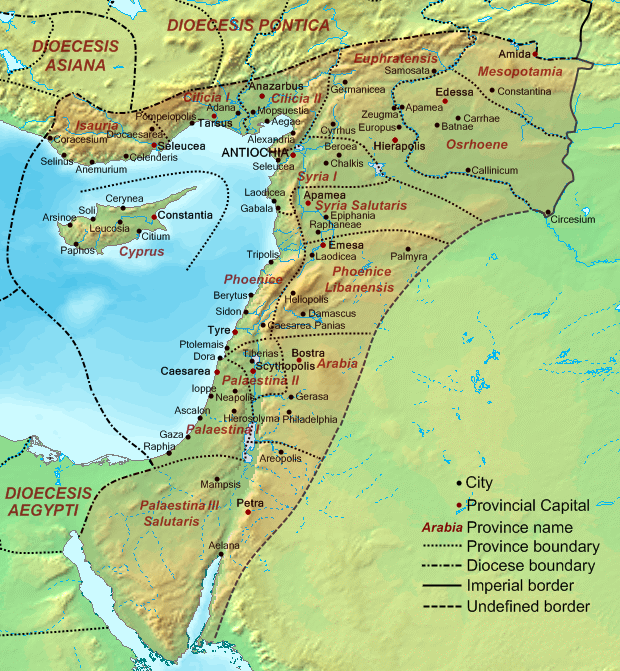
Месопотамія в 400 році

Відповідно до реформ Діоклетіана і Костянтина I, Месопотамія стала частиною дієцезії Схід, який в свою чергу був підпорядкований преторіанській префектурі Схід. Нусайбін і Сингара поряд з території Адіабени, завойовані за Діоклетіана, були втрачені після невдалого походу Юліана II в 363 році і столиця була перенесена в Аміду, в той час як місце розташування дукса (військовий вождь) Месопотамії знаходилося у Константині. Також до складу провінції входили міста Мартірополіс і Кефас.
Після того, як почалася війна з персами в 502 році, імператор Анастасій I побудував фортецю Дару на противагу Нусайбіну і служила новою базою дуксу Месопотамії. В ході реформ Юстиніана I провінція була розділена: північні райони з Мартірополісом відійшли провінції Вірменія IV, а інші були розділені на два цивільних і церковних округи, один (регіон на південь від річки Тигр) зі столицею в Аміді та інший (район Тур Абдін) зі столицею в Дарі. Провінція сильно постраждала під час майже постійних воєн з Персією в VI столітті. У 573 році перси навіть взяли Дару, але східні римляни відновили її згідно миру 591 року. Вони втратили Месопотамію ще раз під час великої війни 602—628 років, а потім повернули, але остаточна провінція була втрачена в результаті мусульманських завоювань в 633—640 роках.